# 森脇芹渚
森脇 芹渚（もりわき せりな、1995年4月29日 - ）は、日本のグラビアアイドル。大阪府出身。デビューは2016年7月。所属はOFFICE 8を経てフリーランス。

## 人物
タレントを目指そうと思ったきっかけは、小さい時に美少女戦士セーラームーンのミュージカルのビデオを見て、自分もステージで演じたいと思ったからとのこと。その目標は今でも夢として目標に掲げている。「将来、幼稚園からの幼馴染と共に同じ舞台で仕事をしたいという共通の目標がある」。
今でも観劇を趣味の一つとして持っており、基本的に2.5次元（アニメ系）ミュージカルを好んで観覧するとのこと。
憧れのグラビアアイドルは倉持由香・神戸みゆき。
童顔なのに胸のサイズが「I-Cup」なのが特徴、Twitterのアカウント名も「森脇 芹渚＊童顔天然Iカップ」となっている。
外出時はコンタクトで在宅時はメガネを着用している。 
好物は、お寿司・オムライス・和菓子・抹茶・タピオカ・もふもふしたもの。
好きな歌手は℃-ute・水樹奈々。好きな楽曲はアニソンやボカロ。美少女戦士セーラームーン好きは多岐にわたり、舞台以外にアニメやグッズも好んでいる。無類のアニメ・漫画好きで、毎期の録画を欠かしていない。好きなアニメは美少女戦士セーラームーンと妖狐×僕SS。漫画はセキレイと暁のヨナ
多趣味でコスプレやダーツが好き。ダーツはオフの時にはほぼ確実に行くほど好んでおり、My Dartsも持っている。お菓子作りも趣味に上げている。
現在ペットにモモンガを飼っている。名前は「モカ」。
中学校はバドミントン部と美術部、高校は軽音部と文芸部に入っていた。軽音部時代の名残から、過去に「MARBLE」というバンドでベースを担当している（バンドはレギュラー出演していたサンテレビの番組「Bull Rock TV」にて組んでいる）。

## 出演

### テレビ
- Bull Rock TV[6]（サンテレビ）2016年12月にc0banコーナーにレポーターとして出演、2017年1月よりレギュラー出演
- 真夜中のおバカ騒ぎ!(2020年6月- 8月、2021年3月　チバテレ・TOKYO MX)

### CM
- 甲南チケットWebCM 仲良しお姉さん編 出演（2016年7月）[7]
- グローアップWebCM（2018年)

### 映画
- 「カバディカバディ」（エミ役）（2017年秋公開、「（株）OFFICE 8」「（株）シズマドライブ」、監督：泊誠也）

## 作品

### DVD
- ミルキー・グラマー（2017年12月22日、竹書房）[8]
- 素顔のままで（2018年6月20日、ラインコミュニケーションズ）[9]
- I DREAM（2020年6月26日、スパイスビジュアル）[10]
- Last Dance（2024年6月21日、竹書房）[11]

## 参加
- SkyLoop Second season（2016年10月 -2018年2月 ） - 各ジャンル出身タレントで結成したダンスユニット
- MARBLE（2017年1月 -2018年1月 ） - レギュラー出演しているサンテレビの番組内のバンド。ベース担当[12]